# Navigationsfunkdienst

Genauigkeit unterschiedlicher Navigationssysteme

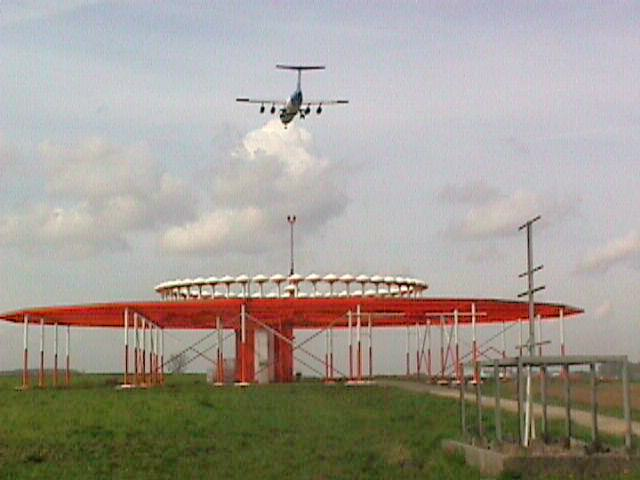
Funkstellen Flugnavigationsfunkdienst, hier VOR und DME, Flughafen Brüssel

Der Navigationsfunkdienst (englisch radionavigation service) ist gemäß Definition der Internationalen Fernmeldeunion ein Ortungsfunkdienst für Zwecke der Funknavigation.
Dieser Funkdienst ist ein sicherheitsrelevanter- oder Safety-of-Life Service, ist zwingend vor Störungen zu schützen und wichtiger Bestandteil der Navigation.
Die VO Funk kategorisiert die Navigationsfunkdienste wie folgt:
- Navigationsfunkdienst (Artikel 1.42 – a radiodetermination service for the purpose of radionavigation)
  - Navigationsfunkdienst über Satelliten (Artikel 1.43)
  - Seenavigationsfunkdienst (Artikel 1.44)
    - Seenavigationsfunkdienst über Satelliten (Artikel 1.45)

  - Flugnavigationsfunkdienst (Artikel 1.46)
    - Flugnavigationsfunkdienst über Satelliten (Artikel 1.47)